# Erythrura cyaneovirens
El diamante verdiazul (Erythrura cyaneovirens) es una especie de ave paseriforme de la familia Estrildidae endémica del archipiélago de Samoa. 

## Taxonomía
Anteriormente se consideró conespecífico del diamante real y el diamante de Fiyi, pero ahora se clasifican como especies separadas.
Se reconocen dos subespecies:
- E. c. cyaneovirens - ocupa la isla de Upolu;
- E. c. gaughrani - ocupa Savai'i.

## Distribución y hábitat
Distribución y hábitat se encuentra en los bosques húmedos tropicales de las islas principales de Samoa.